# Бонин (острови)
Бонин или Огасавара (на японски: 小笠原群島, Ogasawara Guntō) е вулканичен архипелаг, съставен от 42 острова и 47 скали в западната част на Тихия океан, владение на Япония. Целият архипелаг е съставен от 4 групи острови и един самостоятелен остров (Нисиносима) и се простира от север на юг на протежение от 150 km, приблизително по 142°10′ и.д., между 26°30′ и 27°44′ с.ш. Четирите островни групи са:
- Мукошима (11 острова с площ 6,57 km²), като най-големи са Мукошима (2,57 km²), Накодо (1,58 km²), Йоме (0,85 km²);
- Татишима (14 острова с площ 38,89 km²), като най-големи са Татишима (23,99 km²), Отото (5,3 km²);
- Хахашима (16 острова с площ 27,54 km²), като най-големи са Хахашима (20,8 km²), Ане (1,67 km²), Мукоджима (1,45 km²);
- Кадзан (3 острова с площ 29,71 km²), като най-голям е Йото (20,6 km²);
- Нисиносима – единичен остров, разположен западно от архипелага, възникнал през 1974 г. в резултат от изригването на подводен вулкан и продължаващ да се разраства по площ.

След Втората световна война островите са окупирани от САЩ, но по подписаното на 5 април 1968 г. съглашение са върнати отново на Япония. Общата им площ е 102 km², а населението към 2021 г. – 2560 души. Релефът им е предимно планински с максимална височина до 390 m. Климатът е тропичен, влажен. Покрити са с гъста тропическа растителност. Основният поминък на местното население е отглеждането на захарна тръстика, ориз, тютюн, кокосова палма.